# Hugo Brizuela
Hugo Rolando Brizuela Benítez (Pilar, 1969. február 8. –) paraguayi labdarúgócsatár.
A paraguayi válogatott színeiben részt vett az 1998-as labdarúgó-világbajnokságon.